# Lokalbaukommission
Die Lokalbaukommission (LBK) in München ist die größte Baugenehmigungsbehörde Deutschlands. Sie ist Teil der Stadtverwaltung München und gehört zum Planungsreferat.

## Geschichte
Im Jahr 1804 wurde für München eine eigene staatliche Lokalbaukommission geschaffen. Die ersten Mitglieder waren Johann Andreas Gärtner, Franz Thurn, Nikolaus Schedel von Greiffenstein und Polizeidirektor von Stetten. Die Aufgaben der LBK umfassten neben den laufenden Geschäften die Entwicklung von Baulinien für die Zukunft. 1809 wurde die Kommission aufgelöst und als neugegründete Baukommission unmittelbar dem Innenministerium unterstellt (nicht mehr dem Generallandeskommissariat). Die Baukommission erstellte 1812 die Generalpläne für den Bereich zwischen Schwabinger Tor und Stachus und den Bereich zwischen Karlstor und Sendlinger Tor. 1818 kam es zu einer Neuorganisation der Lokalbaubehörde als staatlich-kommunale Zwitterbehörde, um die kommunale Mitwirkung in der Baupolizei zu sichern. Baupolizeigeschäfte wurden seitdem gemeinsam von der Polizeidirektion München und dem Münchner Magistrat erledigt. 1826 wurde die örtliche Zuständigkeit auf Gebiete außerhalb des Burgfriedens ausgedehnt, insbesondere auf das Gebiet der „Neuhauser Heide“ und Gegenden, die nach ihrer Lage eine beachtenswerte Beziehung zu den Bauanlagen der Stadt München hatten. 1852 wurde die Lokalbaukommission in eine städtische Baukommission umgewandelt, aber erst 1953 vollständig in die Münchner Stadtverwaltung integriert.

## Aufgaben
Die Lokalbaukommission ist u. a. zuständig für Bauanträge, Baugenehmigungsverfahren, Bauüberwachung, Natur-, Landschafts-, Baumschutz und Artenschutz, Denkmalschutz, Stadtgestaltung, Werbeanlagen und Genehmigungen nach dem Abgrabungsgesetz.
Ihr zugeordnete Behörden sind die Untere Bauaufsichtsbehörde, die Untere Naturschutzbehörde und die Untere Denkmalschutzbehörde.